# Stanko Žerjal
Stanko Žerjal, slovenski rimskokatoliški duhovnik, publicist in javni delavec, * 14. junij 1910, Brje pri Komnu, † 23. februar 2002, Gorica.

## Življenje in delo
Po končani osnovni šoli v rojstnem kraju (1922) je obiskoval klasično gimnazijo v Ljubljani (1922–1930). Prvo leto bogoslovja je študiral v Gorici (1930–1931), nato eno leto književnost na Filozofski fakulteti v Ljubljani ter nadaljeval na Teološki fakulteti v Ljubljani. Sveto mašniško posvečenje je prejel 7. julija 1935 v Ljubljani. Kot kaplan je služboval v zaselku Škocjan pri Gorenjih Jesenicah (1936–1938), bil župnijski upravnik v Kalu nad Kanalom (1938–1943), hišni duhovnik v sirotišnici Contavello v Gorici (1943–1945) ter kaplan in vikar v Vilešu in Fossalonu pri Gradežu (1945–1946), ter nato začasni upravitelj župnije Vrtojba. Od jeseni 1947 do 1956 je poučeval slovenščino, latinščino in zgodovino na slovenski gimnaziji v Gorici in Trstu. Nato je bil župnijski upravitelj v Dolenjih Gabrjah pri Sovodnjah (1956–1970) in nazadnje župnik v Šempolaju pri Nabrežini.
Žerjal je že od dijaških let sodeloval pri raznih časopisih. Kot študent je pisal primorsko kroniko. Ko je bil kaplan v Škocjanu je bil dopisnik Domoljuba in Slovenca. Po vojni je pisal v goriški Katoliški glas, zadnja leta pa v goriški tednik Novi list, ter bil nekaj časa tudi politično aktiven. Politično je deloval v tržaški Slovenski krščansko socialni zvezi; na občnem zboru 25. februarja 1952 je bil izvoljen v njen nadzorni odbor. Trudil pa se je tudi za ohranitev kulturne dediščine. Ko je bil župnik v Šempolaju, je obnovil podružnično cerkev v Slivnem pri Sesljanu.